# Player (musikgrupp)
Player är ett amerikanskt rockband som bildades 1976 i Los Angeles, Kalifornien, 1980 nådde låten ”Baby Come Back” första plats på Billboardlistan. Gruppen bestod från början av Peter Beckett (sång, gitarr), Ronn Moss (basgitarr, sång), John Charles "J.C." Crowley (sång, keyboards, gitarr), John Friesen (trummor).

## Medlemmar
Nuvarande medlemmar
- Peter Beckett – sång, gitarr (1976–1979, 1980–1982, 1995–2003, 2007–)
- Ronn Moss – basgitarr, sång (1976–1980, 1995–2003, 2007–)

Tidigare medlemmar
- J.C. Crowley – keyboard, gitarr, sång (1976–1980)
- John Friesen – trummor (1976–1982)
- Miles Joseph – sång, gitarr (1980–1982)
- Gabriel Katona – keyboard (1980–1982)
- Rusty Buchanan – basgitarr (1980–1982)
- Elliott Easton – gitarr (1997–1998)
- Burleigh Drummond – trummor (1997–2000)
- Tony Sciuto – keyboard (1997–2003)
- Steve Farris – gitarr (1998–2000)
- Ron Green – slagverk (1998–2003, 2007–2008)
- Dave Amato – gitarr (1998–2000)
- Ron Wikso – trummor (1998–2000)
- Craig Pilo – trummor (2000–2003, 2007–2013)
- Michael Hakes – gitarr (2000–2003; död 2003)
- Ricky Zacharaides – gitarr (2007–2009)
- Ed Roth – keyboard (2007–2007)
- Rob Math – gitarr (2009–?)
- Jawn Starr – keyboard (2009–?)
- Jimmy Carnelli – trummor (2014–?)

Turnerande medlemmar
- Wayne Cook – keyboard (1976–1978)
- Bob Carpenter – keyboard (1978–1979)
- Frankie Banali – trummor (2013)

## Diskografi
Studioalbum
- Player (1977)
- Danger Zone (1978)
- Room With A View (1980)
- Spies Of Life (1982)
- Electric Shadows (1995)
- Lost In Reality (1997)
- Too Many Reasons (2013)

EP
- Addiction (2012)

Singlar
- "Baby Come Back" / "Love Is Where You Find It" (1977)
- "Prisoner of Your Love" / "Join in the Dance" (1978)
- "This Time I'm in It for Love" (1978)
- "Silver Lining" / "Forever" (1979)
- "I Just Wanna Be With You" / "Let Me Down Easy" (1979)
- "Givin' It All" / "Tip of the Iceberg" (1980)
- "It's for You" (1980)
- "If Looks Could Kill" / "Born to Be With You" (1981)
- "It Only Hurts When I Breathe" / "Born to Be With You" (1982)

Samlingsalbum
- Best of Player (1991)
- The Best of Player: Baby Come Back (1998)
- Player / Danger Zone (2001)